# Bernd Terbeck
Bernd Terbeck (ur. 1941) – niemiecki kierowca wyścigowy.

## Kariera
Karierę rozpoczął w 1963 w formułach juniorskich. Następnie zaś ścigał się samochodami sportowymi i turystycznymi, samodzielnie przygotowując pojazdy. W tej kategorii rywalizował przeważnie Glasem 1300 GT. W 1966 roku Terbeck zajął trzecie miejsce w klasie GT1.3 podczas zawodów DARM Trier.
W 1968 roku uczestniczył w wypadku, w wyniku którego stracił palec. Mimo to kontynuował karierę. W 1969 roku zadebiutował w Europejskiej Formule 2 w barwach zespołu Montan Racing Team. W 1971 został zgłoszony do nieoficjalnego wyścigu Formuły 1 – Memoriału Jochena Rindta. W samym wyścigu nie wziął jednak udziału z powodu awarii silnika podczas treningu.
Karierę zakończył w 1972 roku, kiedy to był zaangażowany w śmiertelny wypadek Berta Hawthorne'a podczas rundy Formuły 2 na Hockenheimringu.

## Wyniki w Europejskiej Formule 2
| Legenda oznaczeń w tabelach wyników Wyświetl szablon na nowej stronie | Legenda oznaczeń w tabelach wyników Wyświetl szablon na nowej stronie                                                                     |
| Oznaczenie                                                            | Wyjaśnienie |
| --------------------------------------------------------------------- | --- |
| Złoty                                                                 | Zwycięzca lub mistrzostwo |
| Srebrny                                                               | 2. miejsce lub wicemistrzostwo |
| Brązowy                                                               | 3. miejsce lub II wicemistrzostwo |
| Zielony                                                               | Ukończył, punktował (w klasyfikacji generalnej, gdy zdobył co najmniej jeden punkt na przestrzeni sezonu, poza trzema powyższymi opcjami) |
| Niebieski                                                             | Ukończył, nie punktował (w klasyfikacji generalnej, gdy nie zdobył co najmniej jednego punktu na przestrzeni sezonu)                      |
| Czerwony                                                              | Nie zakwalifikował się (NZ) |
| Czerwony                                                              | Nie prekwalifikował się (NPK) |
| Różowy                                                                | Nie ukończył (NU) |
| Różowy                                                                | Niesklasyfikowany (NS) (w klasyfikacji generalnej, gdy nie został sklasyfikowany w żadnym wyścigu sezonu)                                 |
| Czarny                                                                | Zdyskwalifikowany (DK) |
| Czarny                                                                | Wykluczony (WYK/EX) |
| Biały                                                                 | Nie wystartował (NW) |
| Biały                                                                 | Kontuzjowany (K/INJ) |
| Biały                                                                 | Wyścig odwołany (OD/C) |
| Bez koloru                                                            | Został wycofany (WYC/WD) |
| Bez koloru                                                            | Nie przybył (NP/DNA) |
| Bez koloru                                                            | Nie brał udziału w treningach (NT/DNP) |
| Bez koloru                                                            | Nie został zgłoszony (–) |
| Pogrubienie                                                           | Start z pole position |
| Kursywa                                                               | Najszybsze okrążenie wyścigu |
| †                                                                     | Nie ukończył, ale jego rezultat został zaliczony ze względu na przejechanie więcej niż 90% dystansu wyścigu.                              |
| *                                                                     | Sezon w trakcie |
| 1/2/3                                                                 | Punktowana pozycja w sprincie kwalifikacyjnym                                                                                             |
| Lista systemów punktacji Formuły 1                                    | |

| Rok  | Zespół                 | Samochód      | Silnik | Wyniki w poszczególnych eliminacjach | Wyniki w poszczególnych eliminacjach | Wyniki w poszczególnych eliminacjach | Wyniki w poszczególnych eliminacjach | Wyniki w poszczególnych eliminacjach | Wyniki w poszczególnych eliminacjach | Wyniki w poszczególnych eliminacjach | Wyniki w poszczególnych eliminacjach | Wyniki w poszczególnych eliminacjach | Wyniki w poszczególnych eliminacjach | Wyniki w poszczególnych eliminacjach | Wyniki w poszczególnych eliminacjach | Wyniki w poszczególnych eliminacjach | Wyniki w poszczególnych eliminacjach | Pkt. | Msc. |
| ---- | ---------------------- | ------------- | ------ | ------------------------------------ | ------------------------------------ | ------------------------------------ | ------------------------------------ | ------------------------------------ | ------------------------------------ | ------------------------------------ | ------------------------------------ | ------------------------------------ | ------------------------------------ | ------------------------------------ | ------------------------------------ | ------------------------------------ | ------------------------------------ | ---- | ---- |
| 1969 |                        |               |        | Wielka Brytania                      |                                      |                                      |                                      | Austria                              | Włochy                               | Włochy                               |                                      |                                      |                                      |                                      |                                      |                                      |                                      | 0    | NS   |
| 1969 | Montan Racing Team     | Brabham BT23C | Ford   | -                                    | 13                                   | 12                                   | NU                                   | -                                    | 11                                   | -                                    |                                      |                                      |                                      |                                      |                                      |                                      |                                      | 0    | NS   |
| 1970 |                        |               |        | Wielka Brytania                      |                                      |                                      | Wielka Brytania                      |                                      | Włochy                               | Austria                              | Włochy                               |                                      |                                      |                                      |                                      |                                      |                                      | 0    | NS   |
| 1970 | Eifelland Wohnwagenbau | Brabham BT23C | Ford   | 13                                   | NS                                   | -                                    | -                                    | 7                                    | -                                    | -                                    | NS                                   | NU                                   |                                      |                                      |                                      |                                      |                                      | 0    | NS   |
| 1971 |                        |               |        |                                      | Wielka Brytania                      |                                      |                                      | Wielka Brytania                      | Francja                              | Szwecja                              | Austria                              | Francja                              | Włochy                               | Włochy                               |                                      |                                      |                                      | 0    | NS   |
| 1971 | Bernd Terbeck          | Brabham BT36  | Ford   | -                                    | -                                    | 11                                   | -                                    | NZ                                   | -                                    | NZ                                   | -                                    | -                                    | -                                    |                                      |                                      |                                      |                                      | 0    | NS   |
| 1972 |                        |               |        | Wielka Brytania                      | Wielka Brytania                      |                                      | Francja                              | Wielka Brytania                      |                                      | Francja                              | Austria                              | Włochy                               | Szwecja                              | Włochy                               | Austria                              | Francja                              |                                      | 0    | NS   |
| 1972 | Bernd Terbeck          | Brabham BT36  | Ford   | -                                    | -                                    | NW                                   | -                                    | -                                    | -                                    | -                                    | -                                    | -                                    | -                                    | -                                    | -                                    | -                                    | -                                    | 0    | NS   |